# الزهرة إبراهيم
الزهرة إبراهيم (21 يناير 1961) باحثة وكاتبة مغربية من مواليد مدينة فجيج، المغرب. حاصلة على شهادة الدكتوراه، وهي كاتبة وأستاذة مكونة بالمركز الجهوي لمهن التربية والتكوين القنيطرة- المغرب.

## حياتها ودراستها
- خريجة المدرسة العليا للأساتذة بمكناس يونيو 1994 بميزة حسن، شعبة اللغة العربية وآدابها
- أكتوبر 1995، شهادة استكمال الدروس تخصص أدب حديث- مسرح- جامعة سيدي محمد بن عبد الله- ظهر المهراز- فاس- الميزة: مستحسن
- أبريل 2003، شهادة الدكتوراه من نفس الجامعة حول موضوع: الجسد والقناع والدمية بين المسرح الغربي وأشكال فرجوية مغربية- دراسة أنثروبولوجية تحليلية- الميزة: مشرف جدا مع توصية بالطبع
- مشاريع البحث الحالية في مجال المسرح والأنثروبولوجيا والديداكتيك والبيداغوجيا.

## المشاركة في مهرجانات وندوات دولية ووطنية
- الأيام المسرحية في الشارقة من 16 إلى 27 مارس 2013- تقديم مداخلي في الملتقى الفكري بموضوع تحت عنوان: المسرح المدرسي ومنظومة القيم: حصائل وبدائل (التعليم العمومي بالمغرب نموذجا)- الحصول على درع الأيام المسرحية للشارقة من طرف السيد عبد الله العويس وزير الثقافة الإعلام بإمارة الشارقة
- المهرجان الدولي الأول للمسرح بفجيج- دورة أحمد الطيب العلج- 12-16 أبريل 2013، عضو لجنة التحكيم ومقررها- المشاركة في الندوة الفكرية للمهرجان- الاجتماعي والسياسي بفرجة عيد المولد النبوي بفجيج.//
- المشاركة في ندوة وطنية حول «المدرسة والمجتمع» بالمركز الجهوي لمهن التربية والتكوين بمكناس. 08 ماي 2013.//
- ندوة طنجة المشهدية أيام 1-2-3-4 يونيو 2013- الفرجة والمجال العام- مشاركة بموضوع: فرجة «بركاشو» BERKACHOU ومجتمع الطابوهات بواحة فجيج: من الطقس إلى الاحتجاج.// 5- ضيف شرف بمهرجان المسرح الدولي الأردني في دورته العشرين- عمان 14-22 نونبر 2013- حضور ندوة همزة وصل ما بين 16-16 نونبر 2013- وسام وزارة الثقافة الأردنية.//
- مشاركة في الندوة الدولية للمدرسة العليا للأساتذة 28-29 نونبر 2013 «الفنون في الجامعات والمعاهد العليا المتخصصة: رهانات التكوين والتنشيط» بمداخلة حول: محو رؤية مستقبلية لتدريس الفنون بالجامعات والمعاهد العليا المتخصصة//

كتابات مسرحية لليافعين:
//Ubu au lycée des merçennaires- 2006
//Dix sept Haikus au pentagone- 2007
//Procès des étoiles- 2009
قناديل البَرِّ- 2011//
قطوفها دانية- 2012//
جموح النخيل- 2013//
كتابة نشيد الثانوية العسكرية الملكية الأولى بالقنيطرة بعنوان: «قد أشرق فجر السناء». كتابة نشيد «تاج المقاخر» للثانوية العسكرية الملكية الآلى اختفاء بمشاركة الجنود المغاربة في تحرير فرنسا بمناسبة الذكرى المائة للحرب العالمية الأولى، والذكرى السبعين لاستقلال فرنسا- نونبر 2013. تأطير ورشة للقراءة والكتابة لتلاميذ الثانوية الملكية العسكرية وغنتاج جماعي للمجموعة القصصية «أريج الحكايا» الموسم الدراسي 2012/2013.

## أوسمة وتشريفات
- درع الثانوية العسكرية الملكية بمكناس- أكتوبر 2003.
- درع الثانوية العسكرية الملكية الأولى بالقنيطرة أبريل 2013.

## مؤلفات
- الأنثروبولوجيا والأنثروبولوجيا الثقافية- وجوه الجسد.[1]
- الإيروس والمقدس- دراسة أنثروبولوجية تحليلية.[2]
- معبد الفَراش، تقاسيم للوطن وللأطفال - ديوان شعر.[3]
- الخيالة والمسيخ مجموعة قصصية.[4]
- مدونة القنص بالصقر، قراءة في أدبيات «روضة السلوان».[5]

## ترجماتها للكتب
- معجم بورديو تأليف استيفان شوفالييه وكريستيان شوفيري.[6]